# Glenn Whelan
Glenn David Whelan (født 13. januar 1984 i Dublin, Irland) er en irsk fodboldspiller, der spiller som midtbanespiller hos Aston Villa. Han har spillet for klubben siden 2017. Tidligere har han spillet for Manchester City og Sheffield Wednesday, Stoke samt på lejebasis hos Bury.

## Landshold
Whelan står (pr. april 2018) noteret for 83 kampe og to scoringer for Irlands landshold, som han debuterede for den 24. maj 2008 i en venskabskamp mod Serbien.